# ダミアン・ナッシュ
ダミアン・ナッシュ（Damien Nash 1982年4月14日-2007年2月24日）はアメリカンフットボール選手。NFLのテネシー・タイタンズ、デンバー・ブロンコスでプレーした。ポジションはランニングバック。

## 経歴
高校時代は通算5,395ヤードを走り、85TDをあげた。またレシーブでも1,160ヤードを獲得、10TDをあげている。
ミズーリ大学からリクルーティングされたがカンザス州コフィービルにあるコミュニティカレッジに当初進学、その後ミズーリ大学に編入した。大学時代、253回のランで1,254ヤード（平均5.0ヤード）を獲得、12TD、36回のレシーブで282ヤード（平均7.8ヤード）、2TDをあげた。
2005年のNFLドラフト5巡でテネシー・タイタンズに指名されて入団した。この年3試合に出場、シーズン終了後、チームから解雇され、当初デンバー・ブロンコスとプラクティス・スクワッドとして契約、その後テイタム・ベル、マイク・ベルに次ぐ第3RBとなり3試合に出場した。11月19日のサンディエゴ・チャージャーズ戦では10回のランで32ヤード、3回のレシーブで36ヤードを獲得した。シーズン最後の5試合では出番がなかった。
2007年2月23日に行われたセレブリティチャリティイベントのバスケットボールの試合に出場した後に倒れて、翌24日亡くなった。
解剖の結果、薬物や他の問題物質は見つからず、正確な死因ははっきりしなかった。
ブロンコスではこの年1月1日、ダレント・ウィリアムズが亡くなっており2人目の亡くなった選手となった。